# The Grand Budapest Hotel
The Grand Budapest Hotel är en amerikansk-tysk komedifilm från 2014 skriven och regisserad av Wes Anderson, inspirerad av Stefan Zweigs berättelser.

## Handling
Filmens inledande scener innehåller flera nivåer av ramhandlingar, som utspelas i nutid, på 1980-talet och 1960-talet, medan huvudhandlingen utspelas på 1930-talet.

### Ramhandling
En flicka läser en bok, skriven av en ej namngiven författare 1985. Denne (Tom Wilkinson) återberättar ett möte på The Grand Budapest Hotel 1968, då han (som ung spelad av Jude Law) träffade den gamle ägaren till hotellet, Zero Moustafa (F. Murray Abraham). Den gamle Zeros samtal med författaren fungerar därmed som filmens berättare genom ramhandlingen som utspelas på det då nedgångna hotellet, i det fiktiva landet Zubrowka i Centraleuropa under efterkrigstidens kommuniststyre. Zero blickar här i sin tur tillbaka till filmens huvudhandling som utspelas under 1930-talet under slutet av hotellets guldålder.

### Huvudhandling
Gustave H är en omtalad concierge (spelad av Ralph Fiennes) på det fiktiva lyxhotellet The Grand Budapest Hotel i bergen utanför den likaledes fiktiva orten Upper Nebelsbad i Alpine Sudetenwaltz, Republiken Zubrowka, under mellankrigsåren. Han har för vana att charmera hotellets äldre kvinnliga gäster och har en återkommande affär med den rika adelsdamen Madame Céline Villeneuve "Madame D" Desgoffe und Taxis (Tilda Swinton). Piccolon Zero Moustafa (som ung spelad av Tony Revolori) blir Gustave H:s närmaste vän. Gustave H blir oskyldigt anklagad för mord och tar då hjälp av Zero och sina kontakter för att bevisa sin oskuld. Deras fantastiska äventyr innehåller en stöld och ett återbringande av en ovärderlig renässansmålning, en otäck familjefejd över en enorm förmögenhet samt en ljuvligt sockersöt kärlekshistoria. Samtidigt genomgår hela den europeiska kontinenten en dramatisk förändring och så även The Grand Budapest Hotel.

## Rollista
- Ralph Fiennes – Monsieur Gustave H.[4][5]
- Tony Revolori – Zero Moustafa som ung[5]
- Adrien Brody – Dmitri Desgoffe und Taxis[5][6][7]
- Willem Dafoe – J.G. Jopling[5][6]
- Jeff Goldblum – Vilmos Kovacs[5][6]
- Saoirse Ronan – Agatha[5][8]
- Edward Norton – Inspektör Henckels[5][6]
- F. Murray Abraham – Zero Moustafa som gammal[5][6]
- Mathieu Amalric – Serge X.[5]
- Jude Law – Författaren som en ung man[5][6]
- Harvey Keitel – Ludwig[5][6]
- Bill Murray – Monsieur Ivan[5][6]
- Léa Seydoux – Clotilde[5][9]
- Jason Schwartzman – Monsieur Jean[5][6]
- Tilda Swinton – Madame Céline Villeneuve Desgoffe und Taxis (Madame D.)[5][6][7]
- Tom Wilkinson – Författaren som en gammal man[5][10]
- Owen Wilson – Monsieur Chuck[5][6]
- Bob Balaban – M. Martin[10]
- Giselda Volodi – Serges syster
- Waris Ahluwalia – M. Dino
- Neal Huff – Löjtnant
- Lisa Kreuzer – Grande Dame
- Florian Lukas – Pinky
- Karl Markovics – Wolf
- Larry Pine – Mr. Mosher
- Daniel Steiner – Anatole
- Fisher Stevens – M. Robin
- Wallace Wolodarsky – M. Georges (som Wally Wolodarsky)

## Inspelning

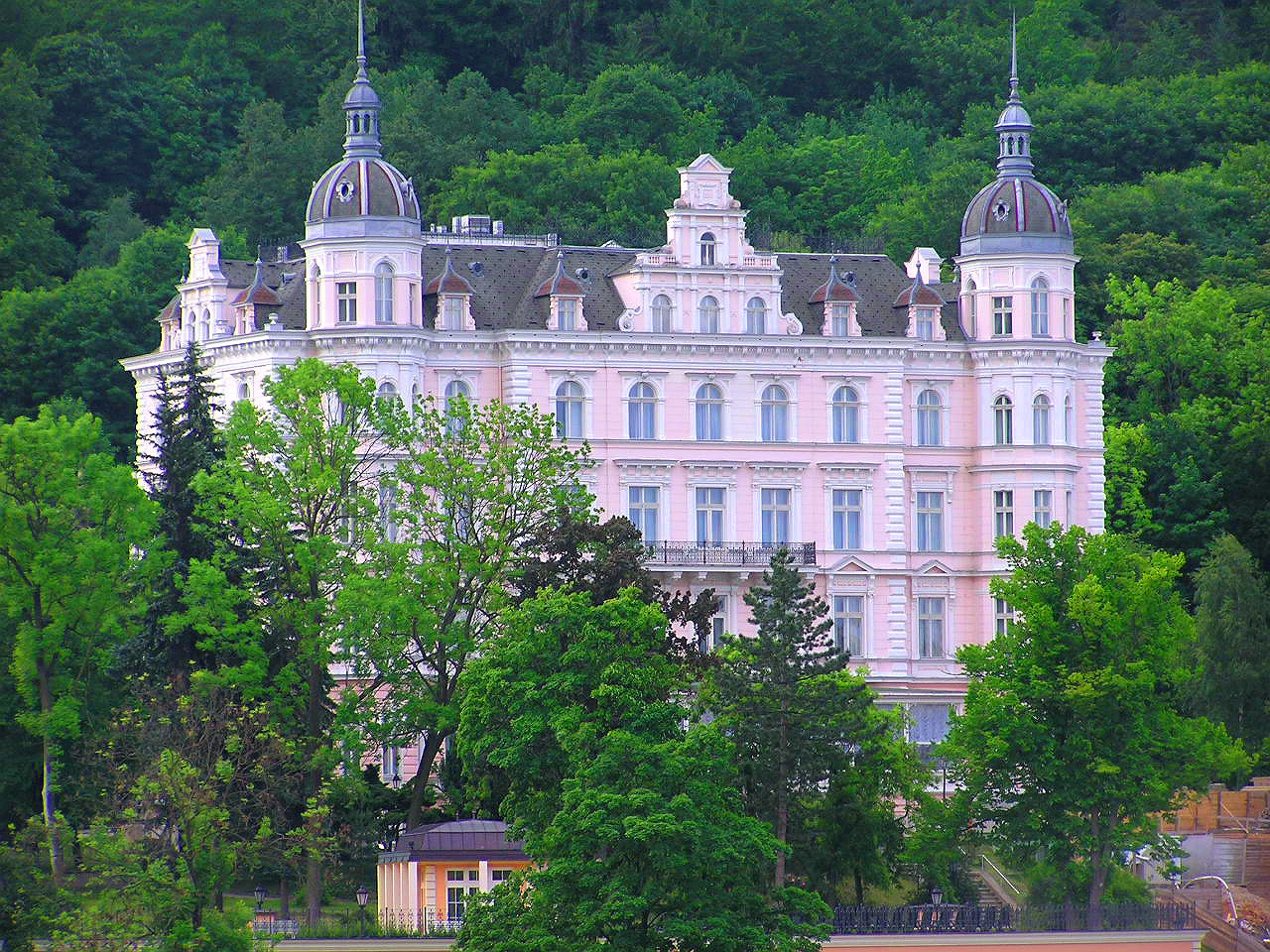
Palace Bristol Hotel i Karlovy Vary, som var inspirationskälla till designen av hotellets exteriör.

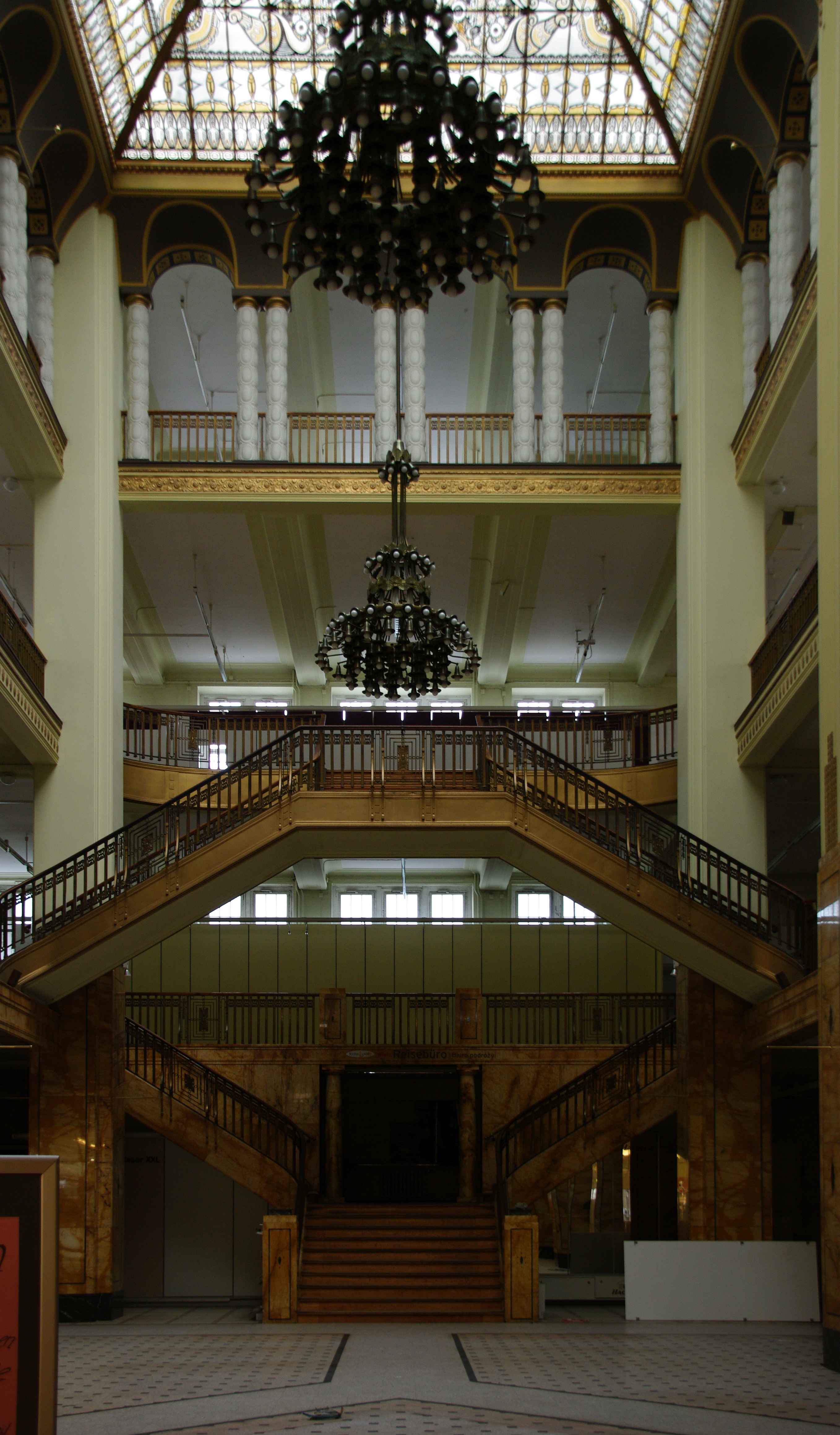
Det f.d. varuhuset i Görlitz, uppfört 1913, vars ljusgård och trapphall med dekorationer i jugendstil användes som inspelningsplats.

Filmen är inspelad i Tyskland, främst i och omkring staden Görlitz i östra Sachsen, där ett f.d. varuhus i jugendstil användes för inspelningen av scener från hotellets ljusgård och lobby. Molkerei Pfund och slottet Zwinger i Dresden, Schloss Osterstein i Zwickau, Waldenburgs slott i Waldenburg och Schloss Heinewalde fungerade också som inspelningsplatser. Studiosekvenserna filmades i Studio Babelsberg i Potsdam.

## Format
Filmen använder sig av tre olika bildformat – 1,33:1, 1,85:1 och 2,35:1. Tittarna uppmanas att ställa in bildskärmen på 16:9 (motsvarande 1,777:1) innan de tittar på filmen.

## Mottagande
The Grand Budapest Hotel fick omfattande positiv kritik, särskilt för filmens unika stil och för Ralph Fiennes rollprestation. På Rotten Tomatoes har filmen ett medelbetyg på 92%, baserat på 257 recensioner, och ett genomsnittsbetyg på 8,4 av 10. På Metacritic har filmen genomsnittsbetyget 88 av 100, baserat på 48 recensioner.

## Utmärkelser
Vid Golden Globe-galan 2015 nominerades filmen för 4 priser och vann priset för Bästa komedifilm. Vid Oscarsgalan 2015 nominerades filmen till 9 priser, inklusive för Bästa film, och vann 4 priser.
| Utmärkelse    | Kategori                                       | Mottagare                                                    | Resultat  |
| ------------- | ---------------------------------------------- | ------------------------------------------------------------ | --------- |
| Oscar         | Bästa filmmusik                                | Alexandre Desplat                                            | Vann      |
| Oscar         | Bästa scenografi                               | Adam Stockhausen och Anna Pinnock                            | Vann      |
| Oscar         | Bästa smink                                    | Frances Hannon och Mark Coulier                              | Vann      |
| Oscar         | Bästa kostym                                   | Milena Canonero                                              | Vann      |
| Oscar         | Bästa film                                     | Wes Anderson, Scott Rudin, Steven M. Rales och Jeremy Dawson | Nominerad |
| Oscar         | Bästa regi                                     | Wes Anderson                                                 | Nominerad |
| Oscar         | Bästa originalmanus                            | Wes Anderson och Hugo Guinness                               | Nominerad |
| Oscar         | Bästa foto                                     | Robert D. Yeoman                                             | Nominerad |
| Oscar         | Bästa klippning                                | Barney Pilling                                               | Nominerad |
| Golden Globes | Bästa film – musikal eller komedi              |                                                              | Vann      |
| Golden Globes | Bästa regi                                     | Wes Anderson                                                 | Nominerad |
| Golden Globes | Bästa manliga huvudroll – musikal eller komedi | Ralph Fiennes                                                | Nominerad |
| Golden Globes | Bästa manus                                    | Wes Anderson                                                 | Nominerad |
| BAFTA Awards  | Bästa originalmanus                            | Wes Anderson och Hugo Guinness                               | Vann      |
| BAFTA Awards  | Bästa musik                                    | Alexandre Desplat                                            | Vann      |
| BAFTA Awards  | Bästa produktionsdesign                        | Adam Stockhausen och Anna Pinnock                            | Vann      |
| BAFTA Awards  | Bästa kostym                                   | Milena Canonero                                              | Vann      |
| BAFTA Awards  | Bästa smink och hår                            | Frances Hannon                                               | Vann      |
| BAFTA Awards  | Bästa film                                     |                                                              | Nominerad |
| BAFTA Awards  | Bästa regi                                     | Wes Anderson                                                 | Nominerad |
| BAFTA Awards  | Bästa manliga huvudroll                        | Ralph Fiennes                                                | Nominerad |
| BAFTA Awards  | Bästa foto                                     | Robert D. Yeoman                                             | Nominerad |
| BAFTA Awards  | Bästa klippning                                | Barney Pilling                                               | Nominerad |
| BAFTA Awards  | Bästa ljud                                     | Wayne Lemmer, Christopher Scarabosio och Pawel Wdowczak      | Nominerad |